# Nukaga Fukushirō
Nukaga Fukushirō (額賀 福志郎 (Ngạch Hạ Phúc Chí Lang)  sinh ngày 11 tháng 1 năm 1944) là một chính khách người Nhật Bản, và là đảng viên Đảng Dân chủ Tự do. Ông là Nghị viên Chúng Nghị viện từ năm 1983 đến nay và đại diện cho quận 2 Ibaraki. Ông từng 2 lần giữ chức Bộ trưởng Quốc phòng và 1 lần giữ chức Bộ trưởng Tài chính.